# 張錫倫
張 錫倫（チャン・ソギュン、장석윤）は、大韓民国の軍人。創氏改名時の日本名は幸田豊。

## 経歴
京畿道に生まれる。1915年、陸軍士官学校第27期卒業。歩兵第68連隊に配属。1915年11月、大正大礼記念章を受章。1919年4月、歩兵中尉に進級後、予備役編入。予備役編入後は京城府徽文高等普通学校やオサン学校（오산학교）の教師、キョンシン学校（경신학교）の学監を務めた。1928年11月、昭和大礼記念章を受章。
満州国軍に入隊し、1935年、国境監視隊に上尉として服務。1940年、少校。1943年9月、勲四位柱国章を受章。第2次世界大戦終戦時は満州国軍中校。
1946年1月22日付で軍事英語学校卒業、任大尉（軍番10004番）。第1連隊の創設に参加し、同連隊勤務中隊長。本来は李應俊の推薦で大隊長に内定していたが、米軍側からの反対で大隊長は蔡秉徳、中隊長が張錫倫となった。
1947年、第1旅団作戦参謀。1949年、護国軍局長補佐官（少領）。同年9月、全州地区兵事区司令官（大領）。1949年9月20日、第23連隊長。1950年2月15日、首都警備司令部（司令官：權晙大領）参謀長。
朝鮮戦争勃発後は青年防衛隊顧問であったが、大邱防衛司令部に参加して防御計画を策定した。1950年9月25日、慶尚南道地区兵事区が新設されると司令官に就任。1950年10月16日、平安南道地区戒厳民事部長。1951年3月、陸軍本部恤兵監。第9予備師団長、教育総監部参謀長を歴任。1953年、予備役編入。
1954年、議政府中高等学校校長。
2008年4月28日に民族問題研究所と親日人名辞典編纂委員会が発表した親日人名辞典収録対象者軍部門に記載。

## 参考
- 佐々木春隆『朝鮮戦争/韓国篇 上巻 建軍と戦争の勃発前まで』原書房、1976年。
- 친일인명사전편찬위원회 編 (2009). 친일인명사전 3. 친일문제연구총서 인명편. 민족문제연구소. ISBN 978-89-93741-05-6

| 軍職        | 軍職                                                 | 軍職        |
| ----------- | ---------------------------------------------------- | ----------- |
| 先代 金宗平 | 第23連隊長 第2代：1949.9.20 - 1949.11.18             | 次代 金宗元 |
| 先代 -      | 慶尚南道地区兵事区司令官 初代：1950.9.20 - 1950.9.25 | 次代 張興   |
| 先代 張好珍 | 陸軍本部恤兵監 第3代：1951.3.1 - 1952.6.20           | 次代 金炳吉 |